# Metrizamide
La metrizamide è un composto monomero non ionico utilizzato come mezzo di contrasto soprattutto nella mielografia (totale, cervicale, lombare, toracica), nella cisternografia e nella ventricolografia, ed inoltre nell'angiografia, nell'urografia intravenosa e nell'artrografia.
In seguito a somministrazione intratecale la metrizamide diffonde, dal basso verso l'alto, nel liquido cerebrospinale ed entra nei liquidi extracellulari del cervello. La maggior parte viene eliminata dal liquido cerebrospinale in alcune ore; il farmaco entra nel circolo sistemico e viene escreto principalmente con le urine. Circa il 60% di una dose intratecale viene eliminato entro 48 ore nei pazienti con normale funzionalità renale; piccole quantità di farmaco sono eliminate con la bile. La metrizamide si lega scarsamente alle proteine plasmatiche.
Nel topo il valore della DL50 è di 15 g/kg per e.v.
Nella mielografia totale dosi di metrizamide, equivalenti fino ad un massimo di 3 g di iodio, possono essere somministrate in 1-2 minuti; la dose usuale nella mielografia lombare è di 10-15 ml di una soluzione, contenente l'equivalente di 170–190 mg di iodio per ml (soluzioni di metrizamide al 35-40%). Nella mielografia toracica e nella cervicale si usano soluzioni (10-15 ml) aventi concentrazioni leggermente superiori di iodio. Anche nella cisternografia convenzionale e tomografica assiale computerizzata e nella ventricolografia convenzionale e assiale tomografica computerizzata, la via di somministrazione è quella per iniezione lombare subaracnoidea. Nell'angiografia o nell'urografia si somministrano soluzioni contenenti fino a 370 mg di iodio per ml (soluzioni di metrizamide al 77%). Nell'urografia escretoria si somministrano per e.v. 20-100 ml di una soluzione contenente 300–350 mg di iodio per ml.

## Effetti collaterali
La metrizamide può causare cefalea, nausea e vomito. Meno frequentemente si possono verificare lombalgia, rigidità nucale, piressia, vertigini, dolore agli arti inferiori o sciatalgia. Sono stati riportati inoltre dolore toracico, tachicardia, bradicardia, ipertensione, ipotensione, arresto cardiaco, vasculiti, emorragie, collasso, shock e, occasionalmente, attacchi epilettici, meningite asettica, disturbi della vista e dell'eloquio, confusione; disturbi mentali più gravi si sono manifestati raramente. Sono stati osservati inoltre insufficienza renale, poliuria, ematuria, reazioni allergiche e ritenzione urinaria.

## Controindicazioni
La metrizamide è controindicata in caso di ipersensibilità al mezzo di contrasto e allo iodio. Deve essere usata con cautela in pazienti con epilessia o disturbi psichici, gravi malattie cardiovascolari, asma, alcoolismo cronico, sclerosi multipla e insufficienza renale od epatica. È possibile un aumento di effetti collaterali nei pazienti con grave ipertensione, feocromocitoma, ipertiroidismo, anemia falciforme e in quelli debilitati, anziani o molto giovani. La somministrazione di metrizamide può interferire con i test di funzionalità della tiroide e con quelli di coagulazione del sangue.
L'uso concomitante di corticosteroidi, somministrati per iniezione subaracnoidea, ha provocato spesso aracnoiditi. Si deve evitare l'associazione della metrizamide con farmaci che abbassano la soglia alle convulsioni (es. fenotiazine, IMAO, antidepressivi triciclici, stimolanti il SNC).